# Істошур
Істошу́р (рос. Истошур) — присілок у складі Юкаменського району Удмуртії, Росія.
Населення — 24 особи (2010; 33 в 2002).
Національний склад (2002):
- удмурти — 52 %
- бесерм'яни — 48 %